# Hymedesmiidae
Famille
Synonymes
- Anchinoidae Topsent, 1928

Hymedesmiidae  est une famille d'éponges de l'ordre des Poecilosclerida.

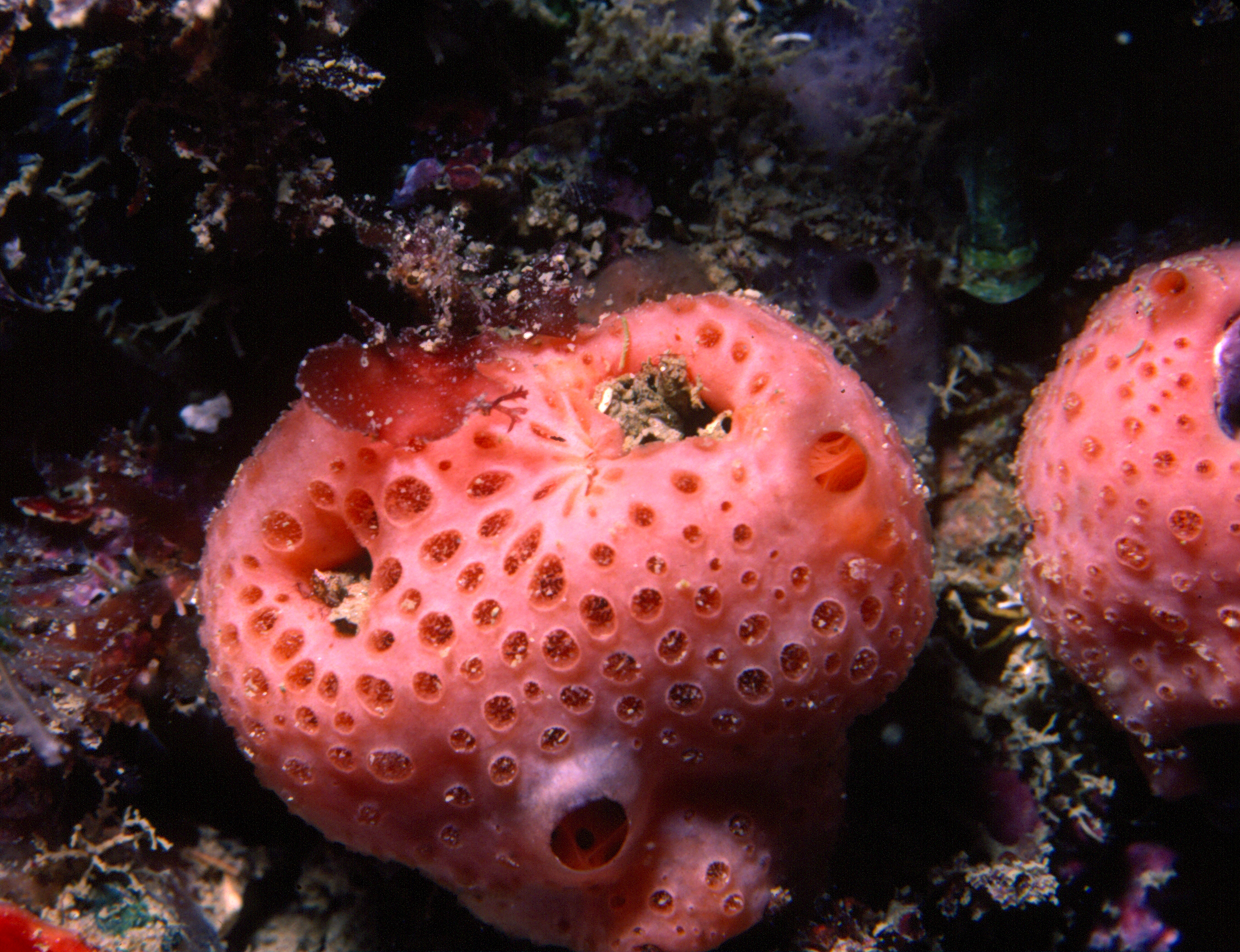
Hemimycale columella (Hymedesmiidae)

## Liste des genres
Selon World Register of Marine Species (16 juil. 2011) :
- genre Acanthancora Topsent, 1927
- genre Hamigera Gray, 1867
- genre Hemimycale Burton, 1934
- genre Hymedesmia Bowerbank, 1864
- genre Kirkpatrickia Topsent, 1912
- genre Myxodoryx Burton, 1929
- genre Phorbas Duchassaing & Michelotti, 1864
- genre Plocamionida Topsent, 1927
- genre Pseudohalichondria Carter, 1886
- genre Spanioplon Topsent, 1890